# Marguerite Barberat
Marguerite Barberat (ofta även endast Barbera, gift Apothéloz), född (uppgift saknas), död (uppgift saknas), var en schweizisk) friidrottare med kastgrenar som huvudgren. Barberat var en pionjär inom damidrott, hon blev medaljör vid de första Internationella spelen i friidrott för damer Damolympiaden 1921 i Monte Carlo.

## Biografi
Marguerite-Hélène Apothéloz-Barberat föddes i Schweiz. Under ungdomstiden blev hon intresserad av friidrott och gick senare med i idrottsföreningen "Académie des Sports de Genève" i Genève.
1921 deltog Barberat vid Damolympiaden 1921 den 24–31 mars i Monte Carlo. Under idrottsspelen vann hon bronsmedalj i kulstötning (tvåhands enligt dåtida resultaträkning, vid kastgrenarna kastade varje tävlande dels med höger hand och dels med vänster hand, därefter adderades respektive bästa kast till ett slutresultat) med 13,98 meter efter Violette Morris och Francesca Pianzola. Hon tävlade även i spjutkastning där hon slutade på en fjärdeplats. Under idrottsspelen träffade hon sin blivande make Henri Apothéloz.
1922 deltog hon som en av sju schweiziska deltagare (övriga var Louise Groslimond, Adrienne Kaenel, Lavanchy, Muller, Pianzola och Reymond-Barbey) i den första ordinarie damolympiaden den 20 augusti 1922 i Paris. I dessa tävlade hon i kastgrenar men blev utslagen under kvaltävlingarna.
Senare drog Apothéloz-Barberat sig tillbaka från tävlingslivet.